# 亨齐道
亨齐道，是匈牙利豪伊杜-比豪尔州所辖的一个村。总面积34.79平方公里，总人口1285，人口密度36.9人/平方公里（2011年1月1日）。